# Money on My Mind
"Money on My Mind" é uma canção do artista musical inglês Sam Smith, contida em seu álbum de estreia In the Lonely Hour (2014). Foi composta pelo próprio cantor ao lado de Ben Ash, com a produção estando a cargo de Two Inch Punch. O seu lançamento como segundo single do disco ocorreu em 16 de fevereiro de 2014, através da Capitol Records.

## Faixas e formatos
| Download digital |                    |         |  |
| N.º              | Título             | Duração |  |
| 1.               | "Money on My Mind" | 3:14    |  |

| Extended play (EP) |                                     |         |  |
| N.º                | Título                              | Duração |  |
| 1.                 | "Money on My Mind"                  | 3:14    |  |
| 2.                 | "Money on My Mind" (MK Remix)       | 6:35    |  |
| 3.                 | "Money on My Mind" (Le Youth Remix) | 3:03    |  |
| 4.                 | "Money on My Mind" (salute Remix)   | 3:42    |  |

## Desempenho nas tabelas musicais
| País/Tabela musical (2014)                     | Melhor posição |
| ---------------------------------------------- | -------------- |
| O campo songid é OBRIGATÓRIO PARA PARADA ALEMÃ | 11             |
| Áustria (Ö3 Austria Top 75)                    | 11             |
| Bélgica (Ultratop 50 de Flandres)              | 18             |
| Bélgica (Ultratip Bubbling Under da Valônia)   | 8              |
| Dinamarca (Hitlisten)                          | 18             |
| Escócia (Scottish Singles Chart)               | 1              |
| Eslováquia (Rádio Top 100)                     | 30             |
| Espanha (PROMUSICAE)                           | 33             |
| França (SNEP)                                  | 32             |
| Hungria (Rádiós Top 40)                        | 22             |
| Irlanda (IRMA)                                 | 4              |
| Japão (Japan Hot 100)                          | 78             |
| Nova Zelândia (Recorded Music NZ)              | 12             |
| Países Baixos (Single Top 100)                 | 38             |
| Reino Unido (UK Singles Chart)                 | 1              |
| Suécia (Sverigetopplistan)                     | 18             |
| Suíça (Schweizer Hitparade)                    | 17             |

| País              | Certificação |
| ----------------- | ------------ |
| Reino Unido (BPI) | Prata        |

## Histórico de lançamento
| País          | Data                    | Formato            | Editora discográfica |
| ------------- | ----------------------- | ------------------ | -------------------- |
| Dinamarca     | 13 de janeiro de 2014   | Download digital   | Capitol Records      |
| Itália        | 13 de janeiro de 2014   | Download digital   | Capitol Records      |
| Nova Zelândia | 13 de janeiro de 2014   | Download digital   | Capitol Records      |
| Suíça         | 31 de janeiro de 2014   | Extended play (EP) | Capitol Records      |
| Reino Unido   | 16 de fevereiro de 2014 | Extended play (EP) | Capitol Records      |